# Blod och sand
Blod och sand (engelska: Blood and Sand) är en amerikansk romantisk dramafilm i Technicolor från 1941 i regi av Rouben Mamoulian. Filmen är baserad på Vicente Blasco Ibáñez roman Sangre y arena från 1908. Berättelsen filmades även 1916, 1922 och 1989. I huvudrollerna ses Tyrone Power, Linda Darnell, Rita Hayworth och Alla Nazimova. I övriga roller ses bland andra Anthony Quinn, Lynn Bari, Laird Cregar, J. Carrol Naish, John Carradine och George Reeves.

## Rollista i urval
- Tyrone Power - Juan Gallardo
- Rita Hayworth - Doña Sol des Muire
- Anthony Quinn - Manolo de Palma
- Lynn Bari - Encarnación
- Laird Cregar - Natalio Curro
- Linda Darnell - Carmen Espinosa
- Nazimova - Señora Angustias
- J. Carrol Naish - Garabato
- John Carradine - El Nacional
- Gracilla Pirraga - Rita Hayworths sångröst

## Musik i filmen i urval
- "Gloria Torera", skriven och framförd av Vicente Gómez
- "Romance de amor", musik av Fernando Sor, framförd av Vicente Gómez
- "Verde luna", musik och text av Vicente Gómez, spelas på gitarr och sjungs av Rita Hayworth (dubbad av Gracilla Pirraga)